# Ecce Homo (Cossiers)

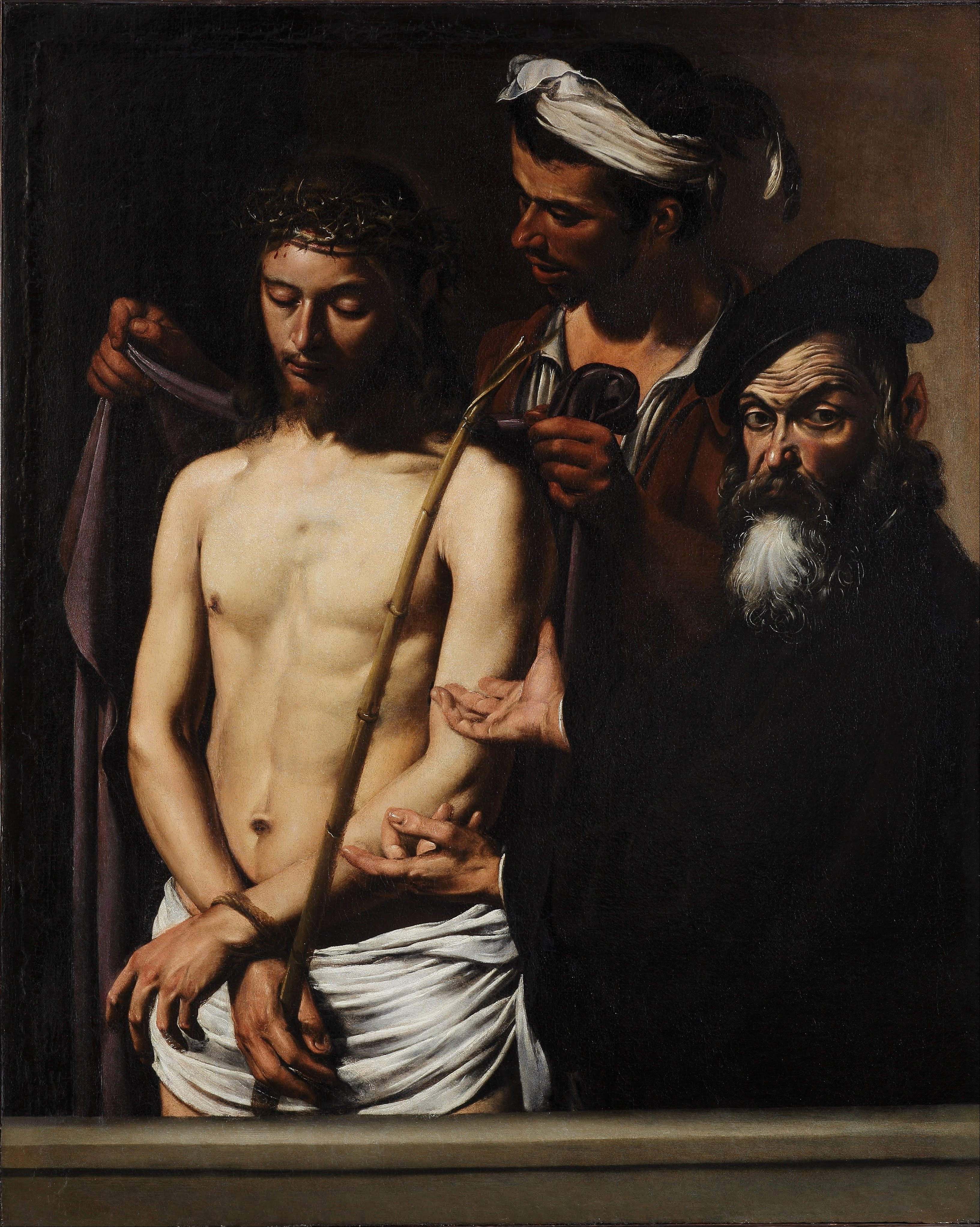
Ecce Homo, 1604, Caravaggio.

Ecce Homo es un cuadro del pintor flamenco Jan Cossiers, firmado con iniciales y datado hacia 1620, que se encuentra en el Museo del Louvre.
Aunque tras su viaje a Italia en 1624 el autor se vio influido por Caravaggio, en este caso, la total ausencia de rasgos caravaggescos en la pintura, así como el soporte, indican que se trata de una obra anterior a ese viaje e independiente también de la línea marcada por Rubens en Amberes. Se trata uno de los episodios más generosamente representados en el Arte sobre la Pasión, la presentación de Jesús de Nazaret ante el pueblo de Jerusalén por Pilato. El tema, denominado Ecce Homo por ser las palabras que, según la versión bíblica La Vulgata mencionó el gobernador romano, tiene pinturas de Tiziano, El Bosco, o el propio Caravaggio.
Jesús es mostrado por Pilato, que está a su espalda ricamente ataviado, después de ser flagelado, coronado por espinas y golpeado con una caña que posteriormente le sirve de burlón cetro.